# Laeviomeliola
Laeviomeliola är ett släkte av svampar. Laeviomeliola ingår i familjen Meliolaceae, ordningen Meliolales, klassen Dothideomycetes, divisionen sporsäcksvampar och riket svampar.
|               | Asteridiella                           |
|               |                                        |
|               | Meliola                                |
|               |                                        |
|               | Irenina                                |
|               |                                        |
|               | Ectendomeliola                         |
|               |                                        |
|               | Cryptomeliola                          |
|               |                                        |
|               | Pleomerium                             |
|               |                                        |
|               | Pleomeliola                            |
|               |                                        |
|               | Leptascospora                          |
|               |                                        |
|               | Endomeliola                            |
|               |                                        |
|               | Prataprajella                          |
|               |                                        |
|               | Basavamyces                            |
|               |                                        |
|               | Ophioirenina                           |
|               |                                        |
| Laeviomeliola | \| \| Laeviomeliola psidii \| \| \| \| |
|               | \| \| Laeviomeliola psidii \| \| \| \| |
|               | Irenopsis                              |
|               |                                        |
|               | Ceratospermopsis                       |
|               |                                        |
|               | Appendiculella                         |
|               |                                        |
|               | Urupe                                  |
|               |                                        |
|               | Xenostigme                             |
|               |                                        |
|               | Armatella                              |
|               |                                        |
|               | Haraea                                 |
|               |                                        |
|               | Pauahia                                |
|               |                                        |
|               | Asteridium                             |
|               |                                        |
|               | Amazonia                               |
|               |                                        |
|               | Laeviomeliola psidii                   |
|               |                                        |

|  | Laeviomeliola psidii |
|  |                      |